# Palacio Magnani
El Palacio Magnani (Palazzo Magnani) se encuentra en Bolonia, Italia, y fue hecho construir por la familia noble homónima.
Las obras empezaron en 1577 bajo la dirección del arquitecto Domenico Tibaldi; a su muerte en 1583 fue sucedido por Floriano Ambrosini. En 1797 el palacio pasó a ser propiedad de la familia Guidotti. A finales del XIX fue vendido a los Malvezzi Campeggi cuyo escudo de armas aún puede verse en la fachada. Posteriormente el Palacio fue residencia de la familia Salem, y en la actualidad pertenece al Banco Unicredit.
Entre las obras de arte que alberga destaca la galería con los frescos de las Historias de la Fundación de Roma, pintados en 1590 por los hermanos Ludovico, Annibale y Agostino Carracci en el salón de la planta noble. También hay que citar la chimenea monumental de Ambrosini, decorada con estatuas de Minerva y Marte de Gabriele Fiorini, y la Lupercalia de Annibale Carracci. En el patio interior hay un Hércules cuyo rostro es el de Lorenzo Magnani, que encargó el friso de los Carracci.